# 情緒救援
《情緒救援》（英語：Emotional Rescue）是電視劇《聯邦調查局FBI》第二季的第19集，也是第二季的結局。於2020年3月31日播出。由Rick Eid和Joe Halpin編寫，並由曾經是《芝加哥烈焰》演員的Monica Raymund導演，該劇是和《芝加哥警署》並列的兩部姐妹劇之一。此集中還包含了《芝加哥警署》的明星特蕾西·斯皮里达科斯飾演偵探Hailey Upton的跨界客串角色。

## 劇情

### 前傳：《芝加哥警署》弟7季"Lines"
Adam Ruzek出現在一起可能涉及毒品交易組織老大Gael Rodriguez的犯罪現場。同時間，Voight正在和另一位警探討論Gael的女友Isabel Pena的死因。與此同時，Vanessa和Kevin Atwater正在俱樂部和一個叫TJ的人碰面。
接下來，Jay Halstead和Hailey Upton在街對面的車裡偷窺這場會面。然後，Atwater和Rojas試著說服TJ透露一些情報，Rojas卻在酒吧另一頭看見了一個熟人。她假裝要去買酒，走向那個神祕男子，這讓Jay和Hailey感到困惑，不確定是否要取消這次的行動。這名男子是Luis Reyes，Rojas的前男友，但他並不知道Rojas現在已經是警察。
情報組一直在盯著Gael，但是他非常難抓。小組原本計劃進行一次交易，但TJ最後告訴他們交易取消了。於是小組只能靠竊聽線索。同時，小組也在對Gael的車進行追蹤，並在TJ和Gael常去的地方設置了監控攝像頭。
在進行監視任務時，Rojas在攝像機畫面中看到了Luis，她選擇把他從錄像中刪掉。得知這個信息後，Rojas去找Luis，試圖找出他為何會混在這種人群中。Luis堅稱自己只是負責讓車子消失，並提醒她他在監獄裡呆過三年。
當小組計劃讓Tyrell Young再次接觸TJ時，Voight宣布需要把竊聽到的所有信息記錄下來。Vanessa擔心地告訴Upton，她把有Luis的監控影片刪掉了。Upton警告她，這樣可能會讓她因妨礙司法而入獄。
然而，在下次藥品交易的行動中，Luis獨自出現並完成交易。Voight宣布他們會讓藥物通過，然後再逮捕Luis。在後續的審問中，Luis坦承他的指令來自TJ。小組便設計了一個陷阱，試圖抓到他和Gael。
然而，所有的追蹤器被切斷，使得行動變得困難。當他們找到TJ的車時，發現TJ在車裡被射殺，他們的計畫又一次失敗了。
為了挽回局面，Hailey和Hank去見檢察官，但是檢察官表示沒有足夠的證據起訴Gael。同時，Luis也沒有得到他被承諾的交易。
但最後，在Upton的幫助下，她在Gael的後車廂放了一些Gael自家的毒品，使得Gael被警方抓到，也讓Luis得到了他原本被承諾的交易。
Voight收到消息後把Upton叫進他的辦公室。他知道能抓到Gael全靠Upton悄悄在他車上放他自家毒品的陰招，他看著Upton，冷冷地說：「我們情報組現在都這樣幹嗎?」。Voight了解Upton的出發點，但他開始質疑她是否已經覺察到自己的行為已經越界。他向她表示：「越界的風險就是妳越來越看不到那條界限。」Upton堅稱她看得非常清楚。
Voight轉變話題，告訴她紐約的FBI分局正在找警官做短期借調，他已經為她提出了申請，希望她能學習在規則之間行事。Upton錯愕，她覺得自己只是做了Voight曾經做過的事情。這時，Voight忍不住大發雷霆，狠狠地將辦公桌上的東西全都拍掉，對著Upton大罵：「我的工作是不要讓妳變成我，妳要做的就是做妳自己。」他開始懷疑Upton是否真的能做到。最後他告訴Upton班機明天就要起飛，希望她一切順利。

### 本劇
當印度研究生Arman Patel在一場毒品交易出事時被殺，FBI開始介入。Maggie仍然在臥底行動，因此芝加哥警察局的警探Hailey Upton暫時以FBI跨部門訓練計畫的一部分加入隊伍，成為O.A.的臨時夥伴。Upton發現她的偵辦方式與FBI按章辦事的氣氛有所衝突。他們很快發現Patel的室友Lucas Reed與芝加哥的幫派「拉丁玩家」有牽連。Upton透過威脅會聯繫她在芝加哥的同事，並將拉丁玩家的成員逐一逮捕，成功讓其中一名成員恐慌打電話，可能讓幫派開始懷疑Upton和O.A.是告密者。Upton透過挑釁讓那個人與同夥通電話。小組意識到Reed原本應該把毒品交給拉丁玩家。
最後，他們與Reed的女朋友Harper Quinlan談話，但她並不願合作。Upton憑藉自身過去的受虐經驗，說服Quinlan為他們出力，她答應並裝上竊聽器與Reed見面，希望得知藏毒地點。然而Reed在過程中喪生，O.A.被迫開槍。Harper很快就發現她的父親Tom被綁架，如果不把毒品送到指定地點，他就會死。Upton後來在他們從現場調走的Range Rover的座椅間找到藏著的毒品，讓O.A.和Scola大感驚訝，Upton甚至告訴他們，她在芝加哥有一名改裝車的線民。
集結在碼頭，小組看著Harper與拉丁玩家的交換，他們很快就成功救出Tom Quinlan，讓Harper與她的父親重聚，而綁架Tom的人也被逮捕。案件解決後，O.A.和Upton決定去喝杯啤酒慶祝

## 製作
這一集的時間線設定於2020年3月25日的《芝加哥警署》弟7季中的"Lines"之後。在"Lines"中，聯邦調查局請求來自芝加哥的一名警察協助一個未指明的案子，作為對Hailey Upton魯莽行徑的處罰，Hank Voight（由Jason Beghe飾演）選派了她前去協助。

### 角色
特蕾西·斯皮里达科斯原先預定要在更多的《聯邦調查局》劇集中客串，但因為 COVID-19 疫情關係導致該季製作暫停，所以這一集成為她唯一的演出。而固定主演的 Missy Peregrym 這集沒有登場，原因是她懷孕，加上她飾演的角色正忙於臥底工作。

## 迴響

### 收視率
在美國，這集在首播時有1085萬人收看。七天內的累計收看人次則達到了1409萬。目前，這是該劇自開播以來收視率最高的一集。

### 評論反應
Cinema Blend的Laura Hurley評價說："Hailey作為OA的夥伴很自然地融入劇情中，卻並未主導全集，這讓我相信未來兩個頻道之間的劇情交錯與連接能夠成功進行。每個角色在這一集中都有自己的閃光點，這是劇情與緊湊的偵探環節的完美結合......這實際上是我最喜愛的《聯邦調查局FBI》的一集。"她接著強調，"[這一集讓我們看到]《聯邦調查局FBI》絕對需要續訂第三季。"